# Jakob Ruppert
Jakob Ruppert (* 21. Mai 1896 in Eppelheim; † 13. Juli 1958 ebenda) war ein deutscher Politiker (Zentrum, CDU).

## Leben
Jakob Ruppert wurde als Sohn eines Fabrikaufsehers geboren. Nach dem Besuch der Volksschule absolvierte er von 1910 bis 1913 eine Lehre als Schlosser und arbeitete anschließend in seinem erlernten Beruf. Von 1915 bis 1918 nahm er als Soldat am Ersten Weltkrieg teil. Er bestand 1920 die Prüfung als Schlossermeister und betrieb später eine Stahlbaufirma in Eppelheim. In den 1920er-Jahren war er Präsident des Eppelheimer Sportclubs. 1920 schloss er sich der Zentrumspartei an, für die er von 1924 bis 1933 Stadtrat in Eppelheim war.
Nach der Machtübernahme der Nationalsozialisten wurde Ruppert 1933 kurzzeitig in „Schutzhaft“ genommen und kurz darauf gegen ihn eine Geschäftsbeschränkung verhängt. Nach Aufhebung der Beschränkung 1936 trat er in die Deutsche Arbeitsfront ein und war ab 1937 Mitglied der Nationalsozialistischen Volkswohlfahrt. Von 1939 bis 1940 nahm er als Soldat am Zweiten Weltkrieg teil.
Ruppert trat nach 1945 in die CDU ein und war Anfang der 1950er-Jahre Vorsitzender des CDU-Kreisverbandes Heidelberg-Land. Er gehörte 1946 der Verfassunggebenden Landesversammlung für Württemberg-Baden an und war im Anschluss bis 1952 Abgeordneter des Landtages von Württemberg-Baden. Von 1952 bis 1953 war er Mitglied der Verfassunggebenden Landesversammlung und danach bis zu seinem Tode Abgeordneter des Landtages von Baden-Württemberg. Für ihn rückte Otto Hoog ins Parlament nach.
Ruppert war römisch-katholisch, ab 1919 verheiratet und hatte ein Kind.

## Ehrungen
- Jakob-Ruppert-Straße in Eppelheim